# Poet (film, 2021)
Pour plus de détails, voir Fiche technique et Distribution.
Poet (kazakh : Акын, Akyn) est un film kazakh de Darezhan Omirbaev sorti en 2021.

## Synopsis
Didar est un poète enchaîné à son travail quotidien dans un petit journal. Mais à l’ère de la consommation de masse, rares sont ceux qui s’intéressent encore à la poésie. En lisant l’histoire d'un célèbre poète kazakh du 19e siècle exécuté par les autorités, il est profondément ébranlé, y reconnaissant à la fois la dureté et la nécessité de sa vocation. Invité à donner une lecture dans une petite ville, il se retrouve déchiré entre la douleur et la joie, ses accomplissements et ses échecs.

## Fiche technique
Sauf indication contraire, les informations mentionnées dans cette section peuvent être confirmées par la base de données cinématographiques IMDb,  présente dans la section « Liens externes ».
- Titre : Poet
- Titre original : Акын (Akyn)
- Réalisation et scénario : Darezhan Omirbaev
- Photographie : Boris Troshev
- Montage : Gulyaim Kozhamberdiyeva
- Son : Alexander Vlaznev
- Chef décorateur : Alexander Rorokin
- Costumes : Aliya Imasheva
- Maquillage : Aida Shaizada
- Assistant réalisateur : Darkhan Kozhakhan
- Société de production : Kazakhfilm Studios
- Société de distribution : Alfama (France)
- Pays :  Kazakhstan
- Genre : Drame
- Durée : 105 minutes
- Dates de sortie : 
  - Japon : 31 octobre 2021 (Festival international du film de Tokyo)
  - France: 14 décembre 2022

## Distribution
- Yerdos Kanaev : le poète
- Gulmira Khasanova : Zere
- Klara Kabylgazina : La mère du poète

## Accueil

### Accueil critique
En France, le site Allociné propose une moyenne de 3,9⁄5, fondée sur 12 critiques de presse.

## Distinctions

### Récompense
- Festival international du film de Tokyo 2021 : meilleur réalisateur[2]
- Festival du film de Lisbonne et d'Estoril 2022 : Prix du meilleur film

### Sélection
- Berlinale 2022 : sélection en section Forum